# Општина Иклод (Клуж)
Иклод (рум. Iclod) општина је у Румунији у округу Клуж.
Oпштина се налази на надморској висини од 270 m.